# Università di stato degli Urali A. M. Gor'kij
L'Università di stato degli Urali A. M. Gorkij (in russo Ура́льский госуда́рственный университе́т имени А.М. Го́рького?, Ural'skij gosudarstvennyj universitet imeni A. M. Gor'kogo) è un'università russa fondata nel 1920 a Ekaterinburg. L'istituto fu intitolato nel 1936 allo scrittore Maksim Gor'kij che fu tra i suoi principali fondatori.

## Struttura
L'università è strutturata nelle seguenti quattordici facoltà:
- Biologia (Биологический факультет)
- Chimica (Химический факультет)
- Economia (Экономический факультет)
- Facoltà generale (Общеуниверситетские кафедры)
- Filologia (Филологический факультет)
- Filosofia (Философский факультет)
- Fisica (Физический факультет)
- Giornalismo (Факультет журналистики)
- Matematica e Meccanica (Математико-механический факультет)
- Politologia e Sociologia (Факультет политологии и социологии)
- Psicologia (Факультет психологии)
- Rapporti internazionali (Факультет международных отношений)
- Scienze delle arti e della cultura (Факультет искусствоведения и культурологии)
- Storia (Исторический факультет)